# Cloreto de n-heptila
Cloreto de n-heptila ou 1-cloro-heptano é o composto orgânico clorado de fórmula C7H15Cl e massa molecular 134,6479. Apresenta ponto de fusão −69 °C, ponto de ebulição 159-161 °C, densidade 0,881 g/mL a 25 °C, ponto de fulgor 107 °F e é insolúvel em água. É classificado com o número CAS 629-06-1, número de registo Beilstein 1697159, número EC 211-070-9, número MDL MFCD00001021, PubChem Substance ID 24846934,  CBNumber CB9299788 e MOL File 629-06-1.mol.